# Oltu
Oltu là một huyện thuộc tỉnh Erzurum, Thổ Nhĩ Kỳ. Huyện có diện tích 1394 km² và dân số thời điểm năm 2007 là 32192 người, mật độ 23 người/km².